# Anna Haller

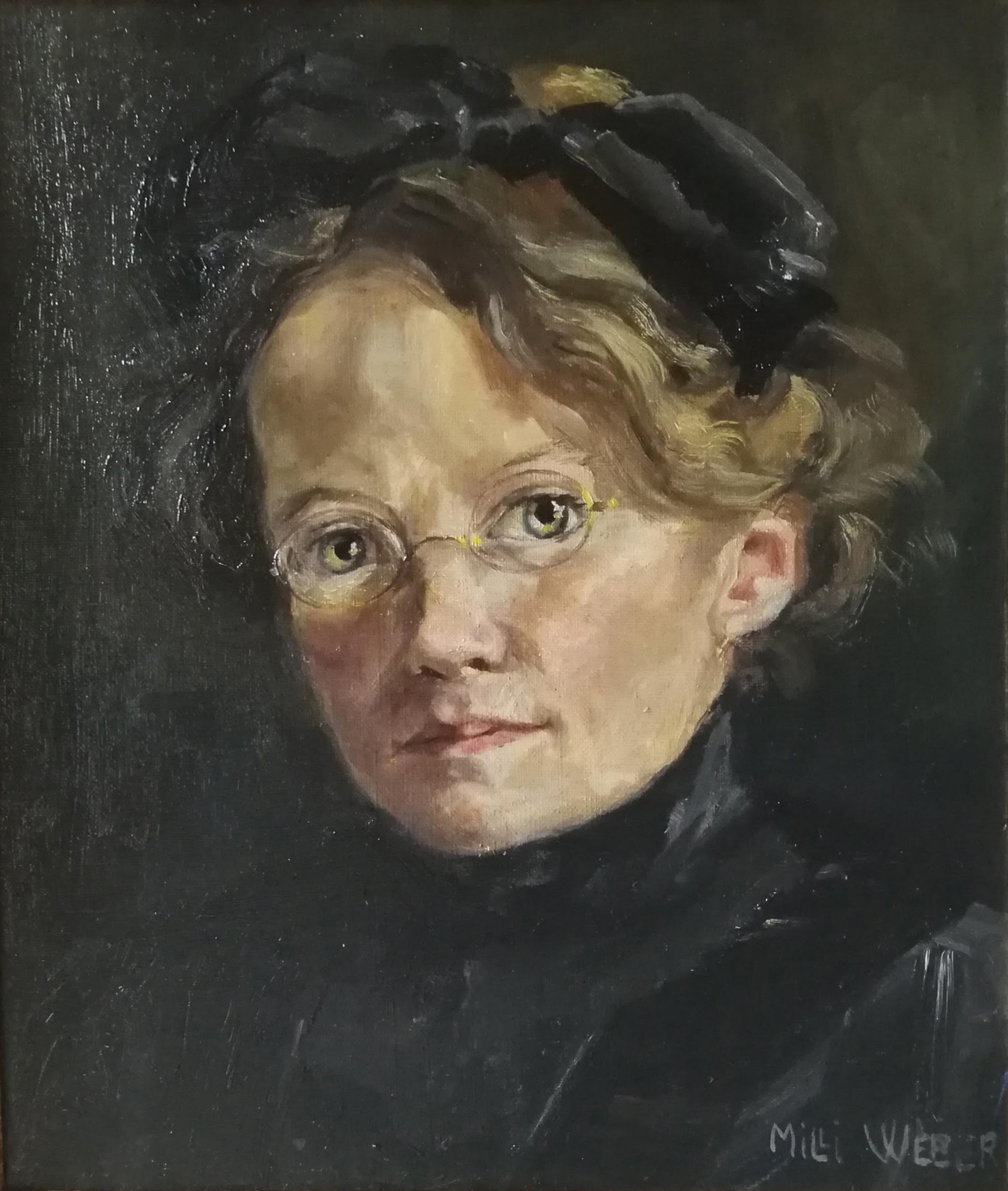
Anna Haller, porträtiert von ihrer Halbschwester Mili Weber

Anna Haller (* 23. April 1872 in Rupperswil, Kanton Aargau; † 31. Januar 1924 in St. Moritz) war eine Schweizer Kunsthandwerkerin und Künstlerin. Sie wurde vor allem mit ihren Blumenbildern, die zum Teil als Ansichtskarten erschienen, bekannt.

## Biografie

### Familie

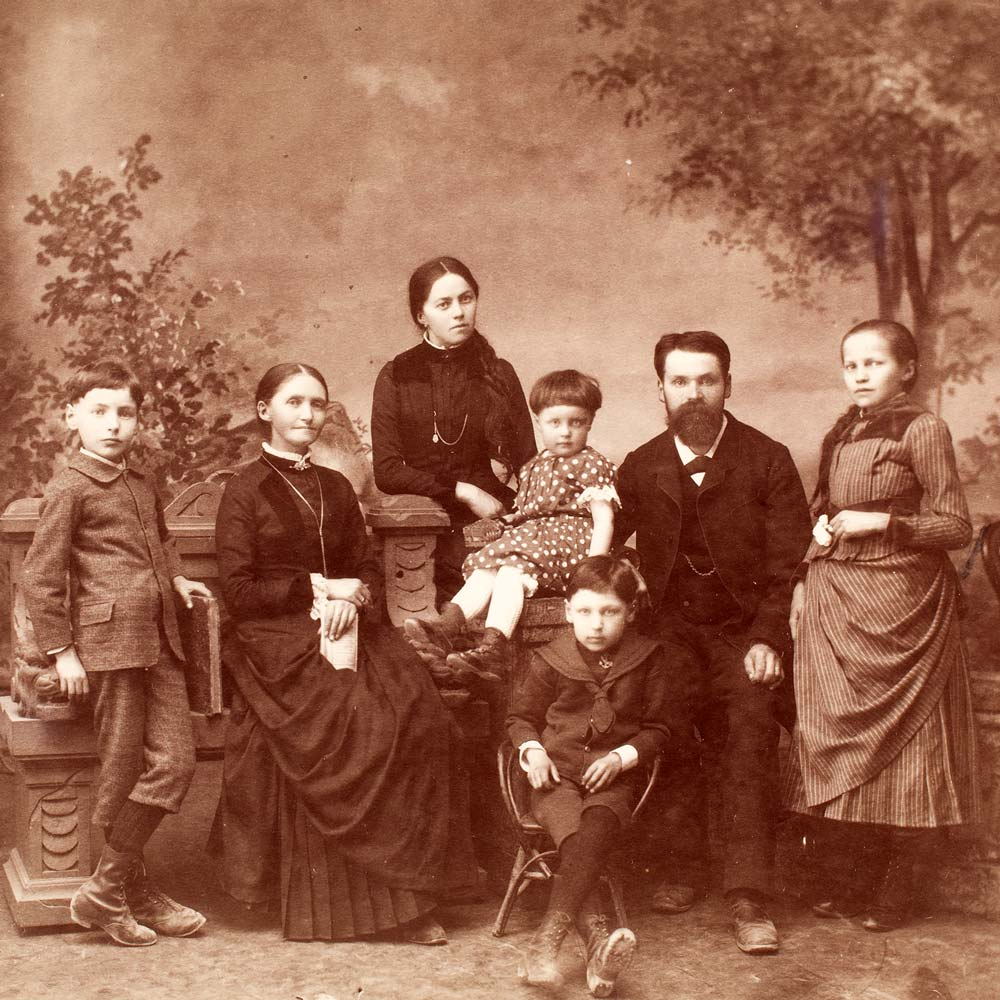
Familie Weber etwa 1886. V. l. n. r.: Adolf; Mutter Anna geb. Gloor, verwitwete Haller; Frieda Haller; Emil; Otto; Vater Adolf Weber; Anna Haller. Noch nicht geboren ist Mili Weber.

Anna Haller war die zweite Tochter von Rudolf Haller (1843–1876), Mechaniker, und Anna geborene Gloor (1848–1916). Nach dem Tod ihres Vaters heiratete die Mutter 1878 dessen Freund und Arbeitskollegen Adolf Weber (1856–1940). Dieser Verbindung entstammten vier weitere Kinder: Adolf Weber (1878–1976), Lehrer und Direktor am Technikum Le Locle, Otto Weber (1880–1912), Bildhauer, Bildschnitzer und Fotograf, Emil Weber (1883–1949), Architekt, sowie die Künstlerin Mili Weber (1891–1978), welche sich in St. Moritz ihre eigene Kunstwelt erschuf, die heute von einer Stiftung bewahrt und betreut wird. 1883 übersiedelte die Familie nach Biel (Kanton Bern).
Anna Haller war, vermutlich als Folge einer Rachitis im Kindesalter, körperlich beeinträchtigt.

### Ausbildung
Nach der Sekundarschule erhielt Anna Haller eine Ausbildung in einem Bieler Atelier für Uhrenschalendekoration, wo sie sich besonders mit dem Damaszieren und der Gold- und Silberdekoration auf Stahl vertraut machte. Gleichzeitig besuchte sie als Hospitantin Kurse an der 1887 gegründeten kunstgewerblichen Abteilung (Kunstgewerbeschule) des Westschweizerischen Technikums Biel. 1895–1898 war sie dort als ordentliche Schülerin eingeschrieben. Sie besuchte den 1. Jahreskurs der Graveur- und Ziseleurschule und war dann Schülerin der Fachklasse der allgemeinen Zeichen- und Modellierschule, u. a. bei Ferdinand Huttenlocher. 1898, mit 26 Jahren, diplomierte sie als erste Frau an dieser Schule. 1898 begab sie sich nach Hamburg, wo sie sich im Atelier von Georg Hulbe in der Lederschnitt- und Lederpunztechnik ausbildete.

### Kunsthandwerkerin

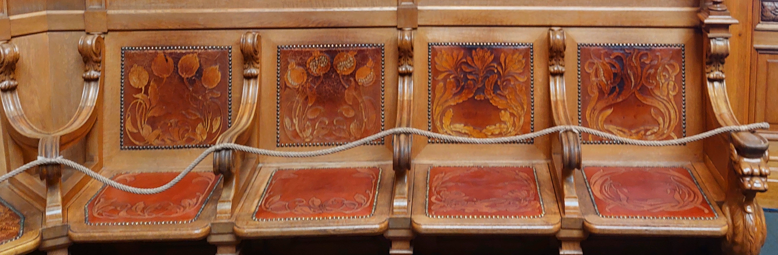
Von Anna Haller gestaltete Lederarbeiten im Bundeshaus (Foto 2025)

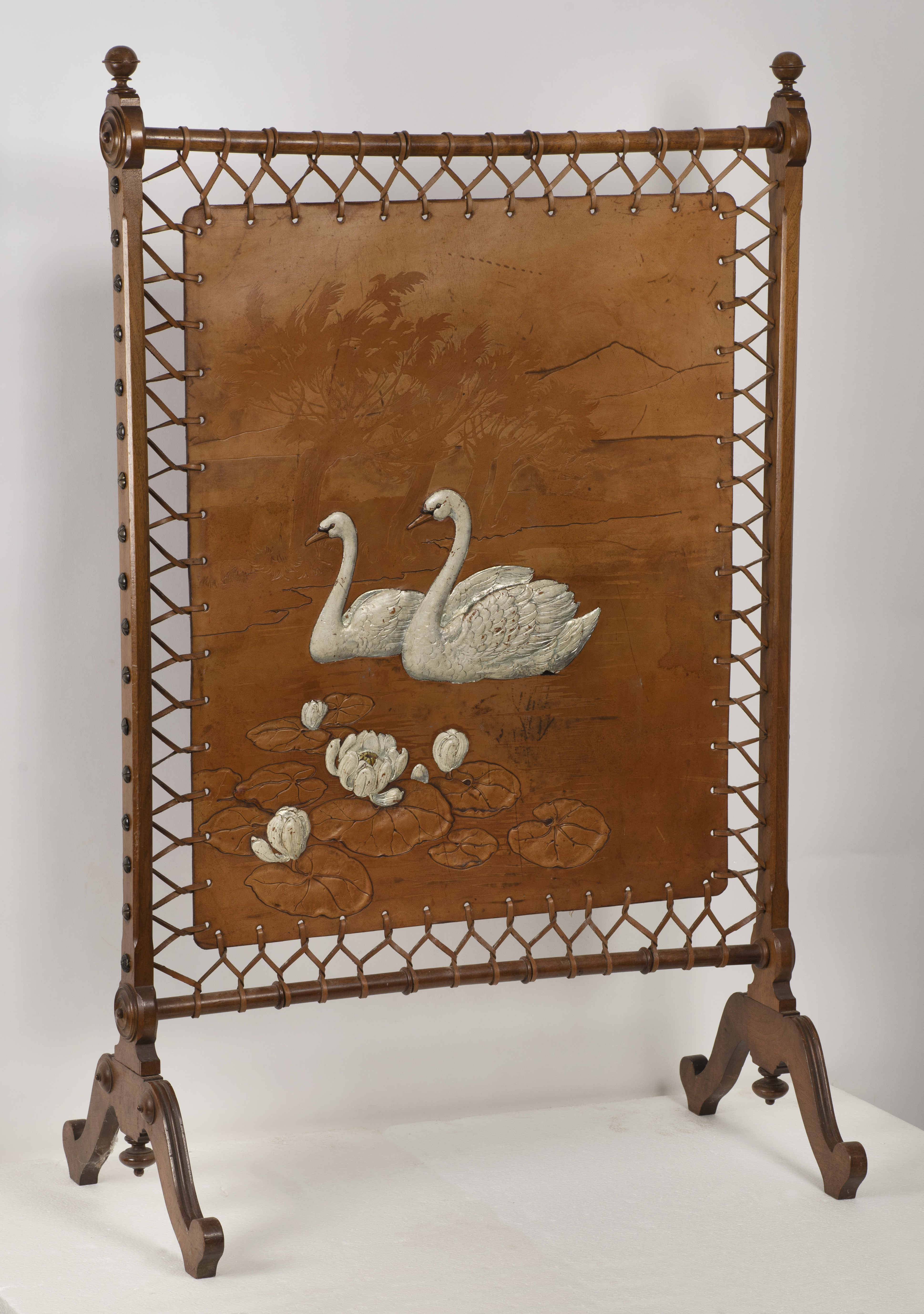
Wandschirm aus Leder

Die damals sehr beliebten Ledertechniken prägen dann die ersten Jahre ihrer Berufstätigkeit. 1899–1907 wirkte sie als Lehrerin für Ledertechnik an der Kunstgewerbeschule des Bieler Technikums; wiederum als erste Frau. Gleichzeitig arbeitete sie für das Bieler Atelier Lanz und Renggli, nachmals Albert Renggli. Dieses stellte neben Uhrenschalen auch andere kunsthandwerkliche Produkte her, so auch Lederbezüge für Stühle und andere Möbel. Im Auftrag dieses «Atelier de décoration Albert Renggli» entwarf und fertigte sie 1901, in Zusammenarbeit mit ihrem ehemaligen Lehrer Ferdinand Huttenlocher und ihrem Halbbruder Otto Weber, die Ständeratssitze im Nationalratssaal des neu erbauten Bundeshauses in Bern. Die Mitarbeit im Atelier Renggli scheint bis 1905/1907 gedauert zu haben.
Von 1902 bis vermutlich 1913 betrieb Anna Haller ausserdem zusammen mit einer anderen Bieler Kunsthandwerkerin, der später vor allem als Porzellanmalerin tätigen Selma Rohn (1874–1962), ein Kunstgewerbeatelier in einem alten Fabrikgebäude in der Seevorstadt. Die beiden Frauen führten Metallarbeiten, Ledertechnik, Stoffdruck und Stoffmalerei, Tarso-, Brand- und Porzellanmalerei aus; sie unterrichteten Bürgerstöchter, kunstbeflissene Damen und junge Männer. Die Porzellanarbeiten brannten sie selbst in einem Muffelofen im Garten hinter dem Haus. Für ein befreundetes Brautpaar entwarf Anna Haller eine ganzes Hausrat-Ensemble, vom Porzellanservice über Vorhänge, Tischdecken, Garderobe, Schirmständer bis hin zum Ledereinband für das Kirchengesangbuch, das sie zusammen mit diesem Paar während dessen Verlobungszeit 1905/1906 ausführte.

### Von der Kunsthandwerkerin zur Künstlerin

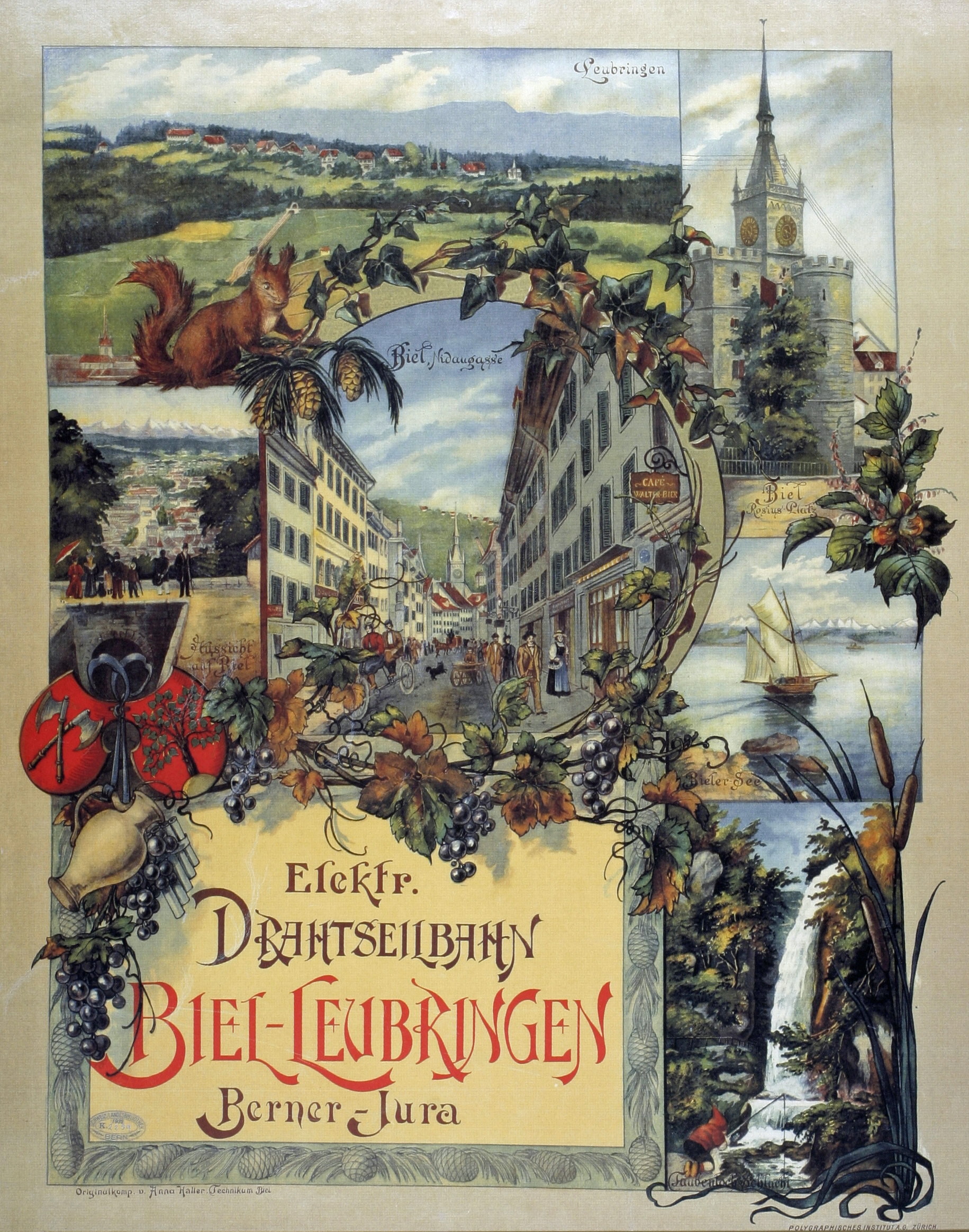
Plakat Biel-Leubringen-Bahn

1905 begab sie sich «zum Zwecke ihrer künstlerischen Ausbildung» nach München. Es ist nicht bekannt, wo sie sich weiterbildete, ob an der Damenakademie des Münchner Künstlerinnenvereins, an einer privaten Kunstschule oder bei einem Kunstmaler. Zur gleichen Zeit weilte der Bieler Kunstmaler und gute Bekannte von Anna Haller, Frank Behrens (1883–1945), dessen Blumenmalerei stark von Anna Haller beeinflusst ist, als Schüler von Franz von Stuck ebenfalls in München. Die Münchner Periode «dürfte vor allem als wichtiges Kapitel in einem emanzipatorischen Prozess zu werten sein. Sie sollte einem persönlichen Entschluss Nachdruck verleihen und den Schritt vom Aquarell zur Ölmalerei, von der Kunstgewerblerin zur Künstlerin, von der angestellten Zeichnerin zur frei erwerbenden Malerin markieren.» Danach wandte sich Anna Haller ganz der Malerei, nun auch der Ölmalerei zu. 1905–1910 nahm sie an Ausstellungen im Kunstmuseum Bern teil, und 1907 war sie Gründungsmitglied der bernischen Sektion der Gesellschaft Schweizerischer Malerinnen, Bildhauerinnen und Kunstgewerblerinnen (GSMBK).

### Blumenmalerin

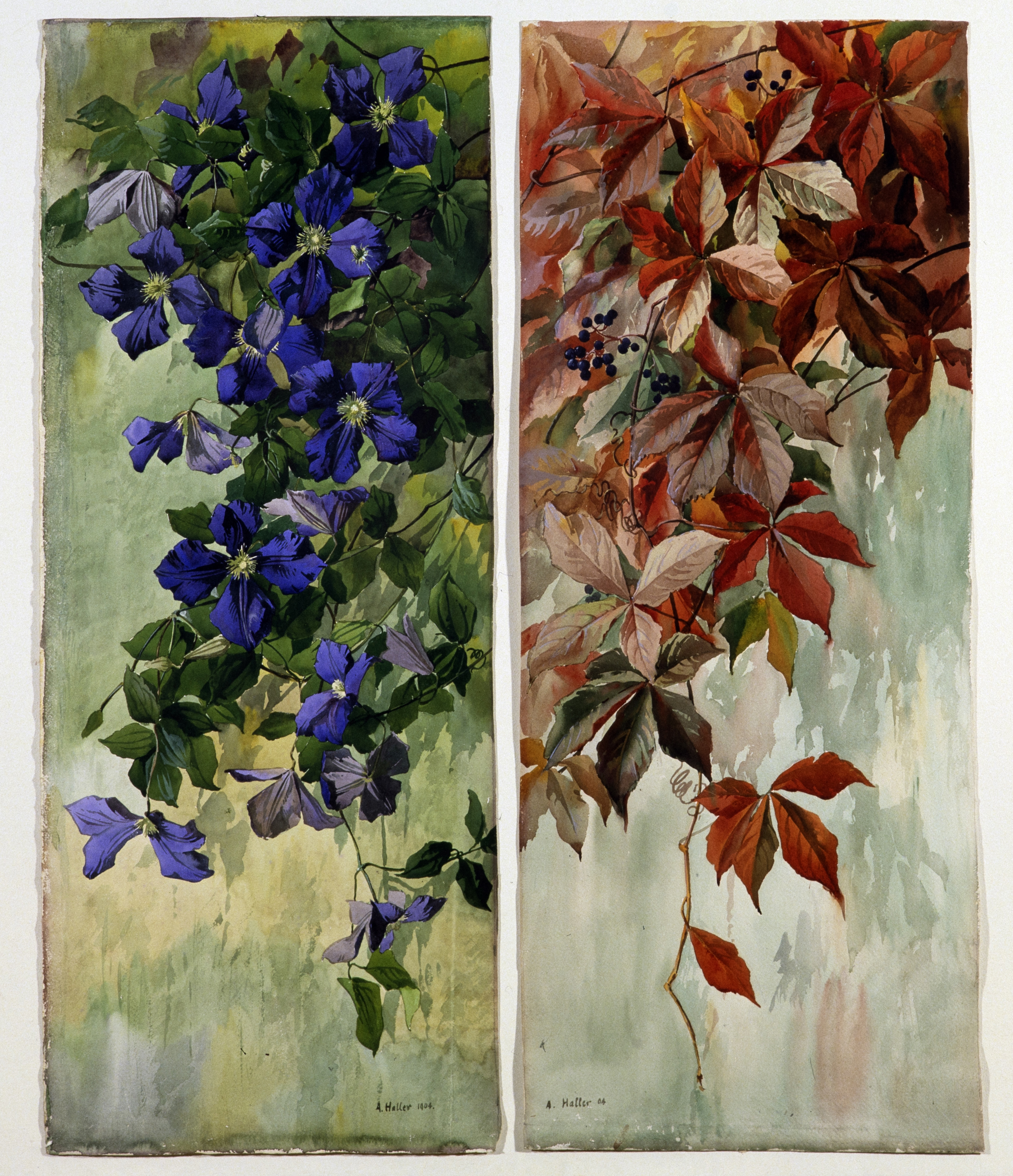
Clematis und Wildrebe

Blumen waren stets das Hauptmotiv im Schaffen von Anna Haller. Ihre frühen Bilder sind stark geprägt vom Jugendstil. Die dekorativen Aquarelle dieser Zeit «sind in ihrer intensiven Farbigkeit und dynamisch wachsenden feuerwerkartig aufleuchtenden Komposition ‹Bilder des regen Gefühls›, Ausdruck von Jugend, Selbstbewusstsein und ästhetisch bestimmtem Dasein.»
Zwischen 1905 und 1910 vollzog sich im Werk der Künstlerin ein Wandel. Der Grund dafür ist nicht nur im veränderten Zeitgeist, sondern vor allem auch in ihrem persönlichen Schicksal zu suchen. Ihre körperliche Missbildung verursachte ihr zunehmend Atembeschwerden, sodass sie sich schliesslich ganz auf die Blumenmalerei und die Produktion von Ansichtskarten beschränkte.
Im Auftrag von Freunden und Bekannten oder für den Verkauf durch den Bieler Kunsthändler Franz Kuhn malte sie vorzugsweise mittelformatige Ölbilder, die sich als Wandschmuck grosser Beliebtheit erfreuten. Solche Bilder finden sich noch heute in manchen Haushalten in Biel und im Seeland. Weit darüber hinaus bekannt waren die Ansichtskarten, die Anna Haller ab etwa 1910 für verschiedene Verlage herstellte, wobei sie sich dem Geschmack ihrer Verleger und deren Kundschaft anpasste. Die frühen, etwas süsslich erscheinenden Karten des «Verlags Meissner und Buch» in Leipzig zeichnen sich durch kleine Arrangements von Wiesen- oder Zuchtblumen in Vasen und Töpfen aus, während die «Gebrüder Oppacher» in München Karten mit ausgestreuten Blumen bevorzugten. Am bekanntesten sind diejenigen des «Verlags Vouga & Cie, Édition Artistique», Genf, mit Alpen- und Wiesenblumen in ihrer natürlichen Umgebung.
Einige Karten entstanden in Zusammenarbeit mit Mili Weber, deren eigener Stil teilweise zu erkennen ist.

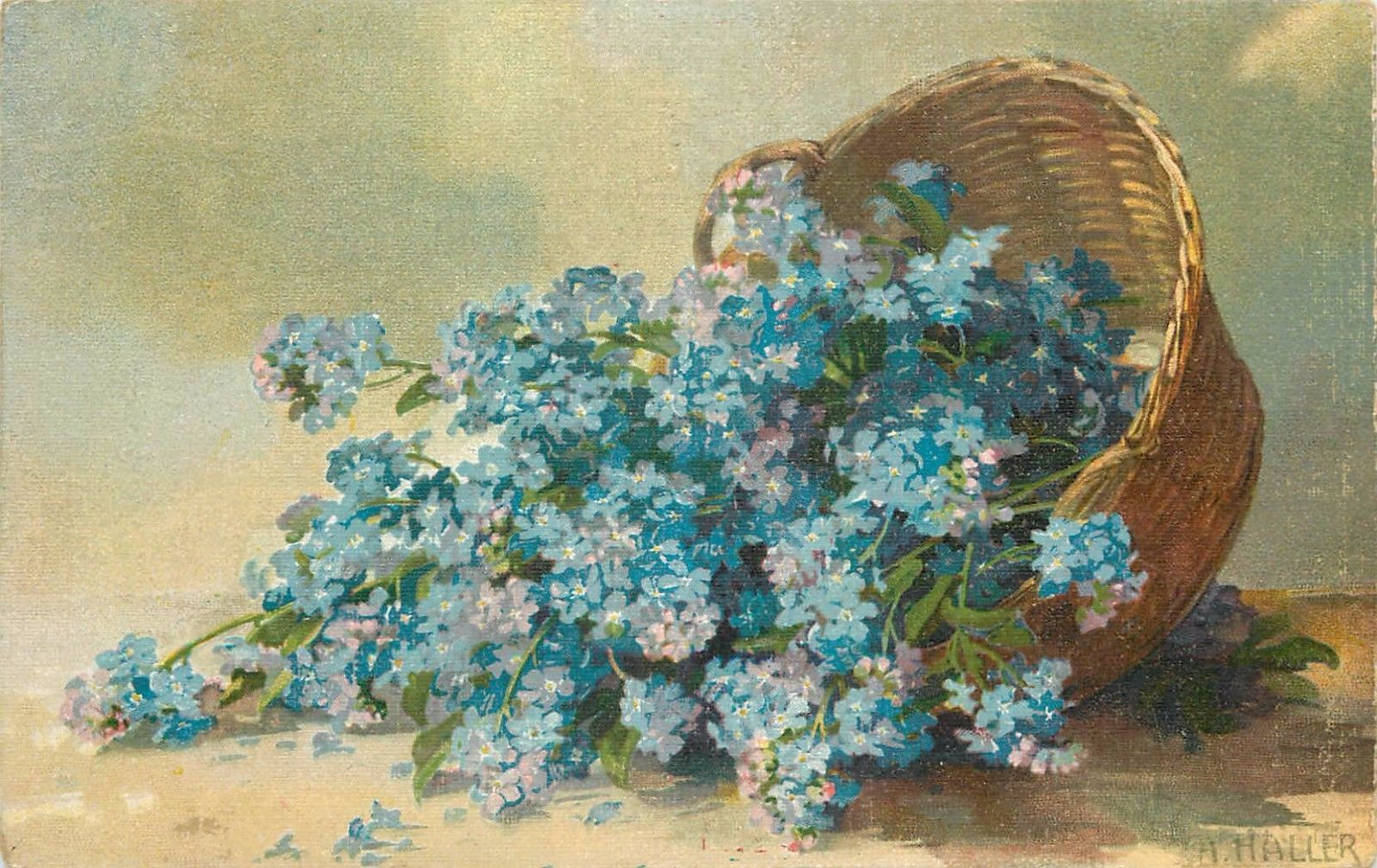
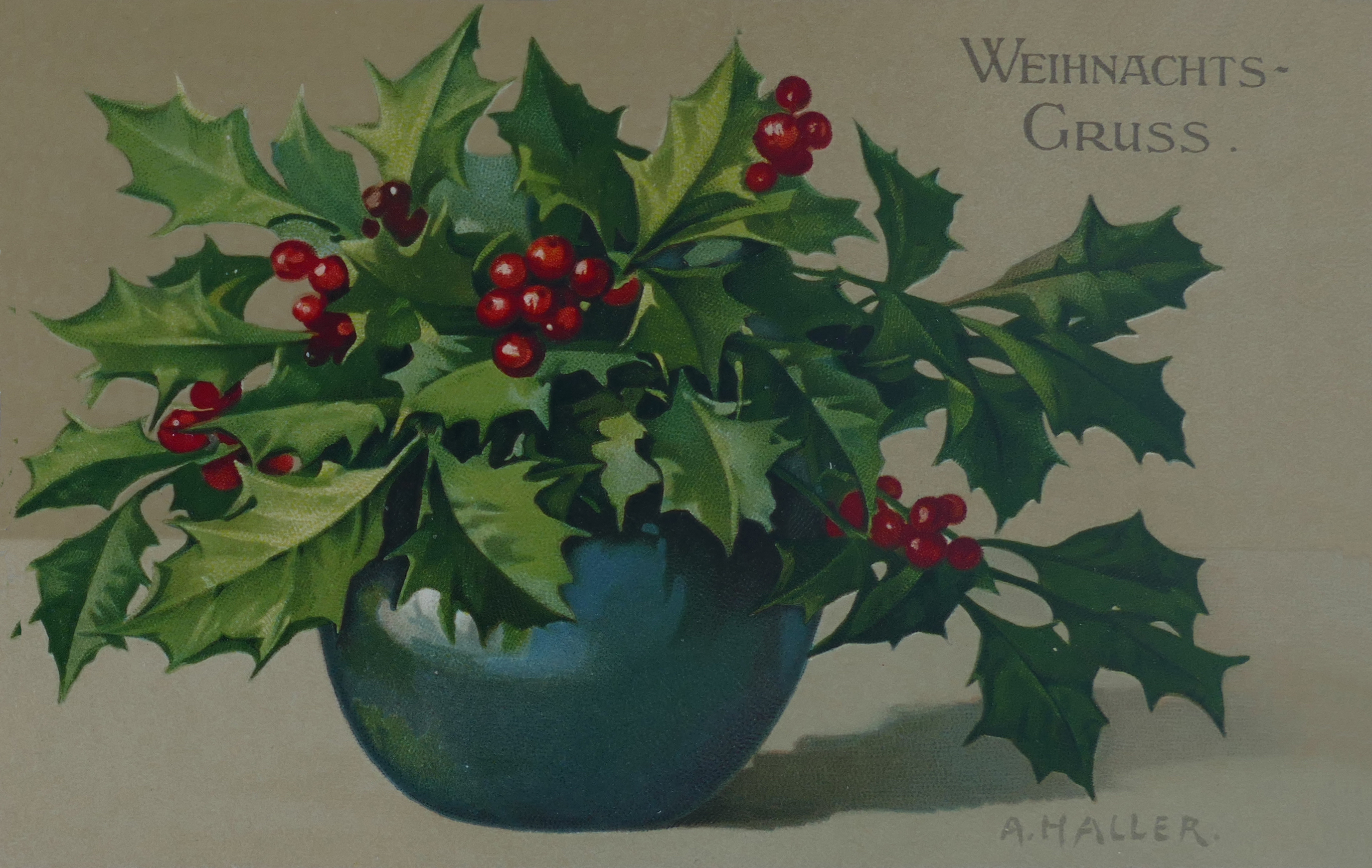
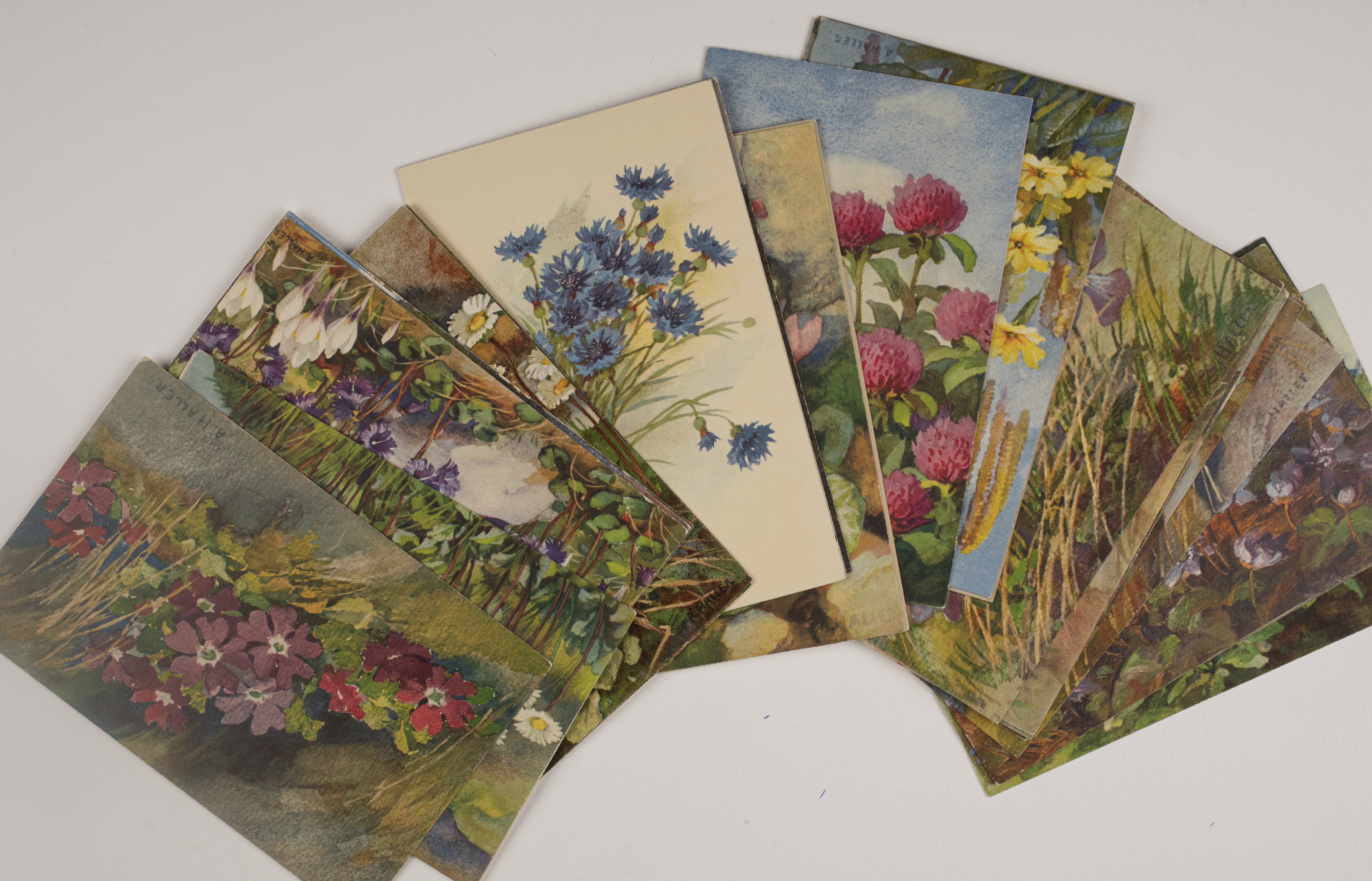
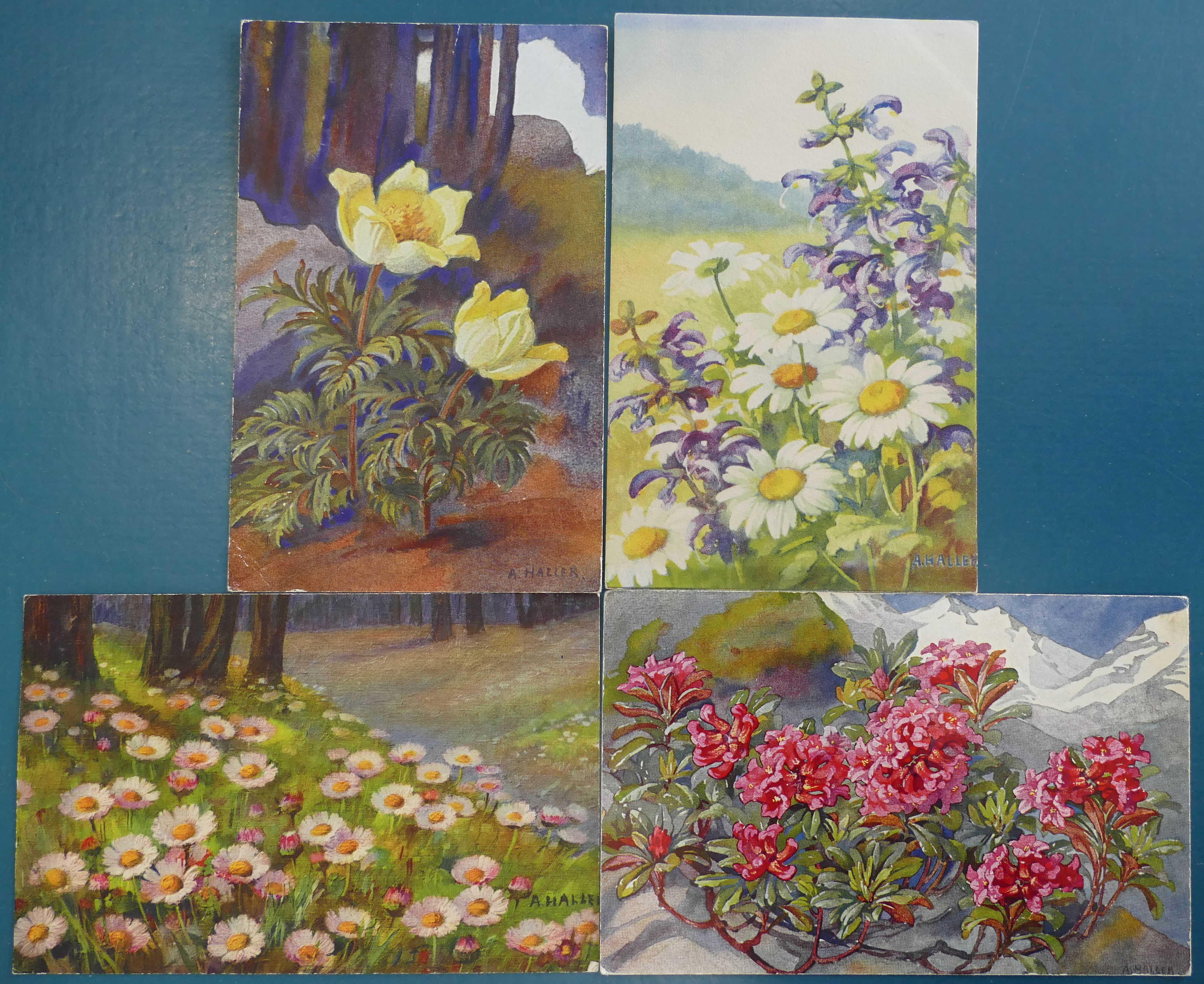
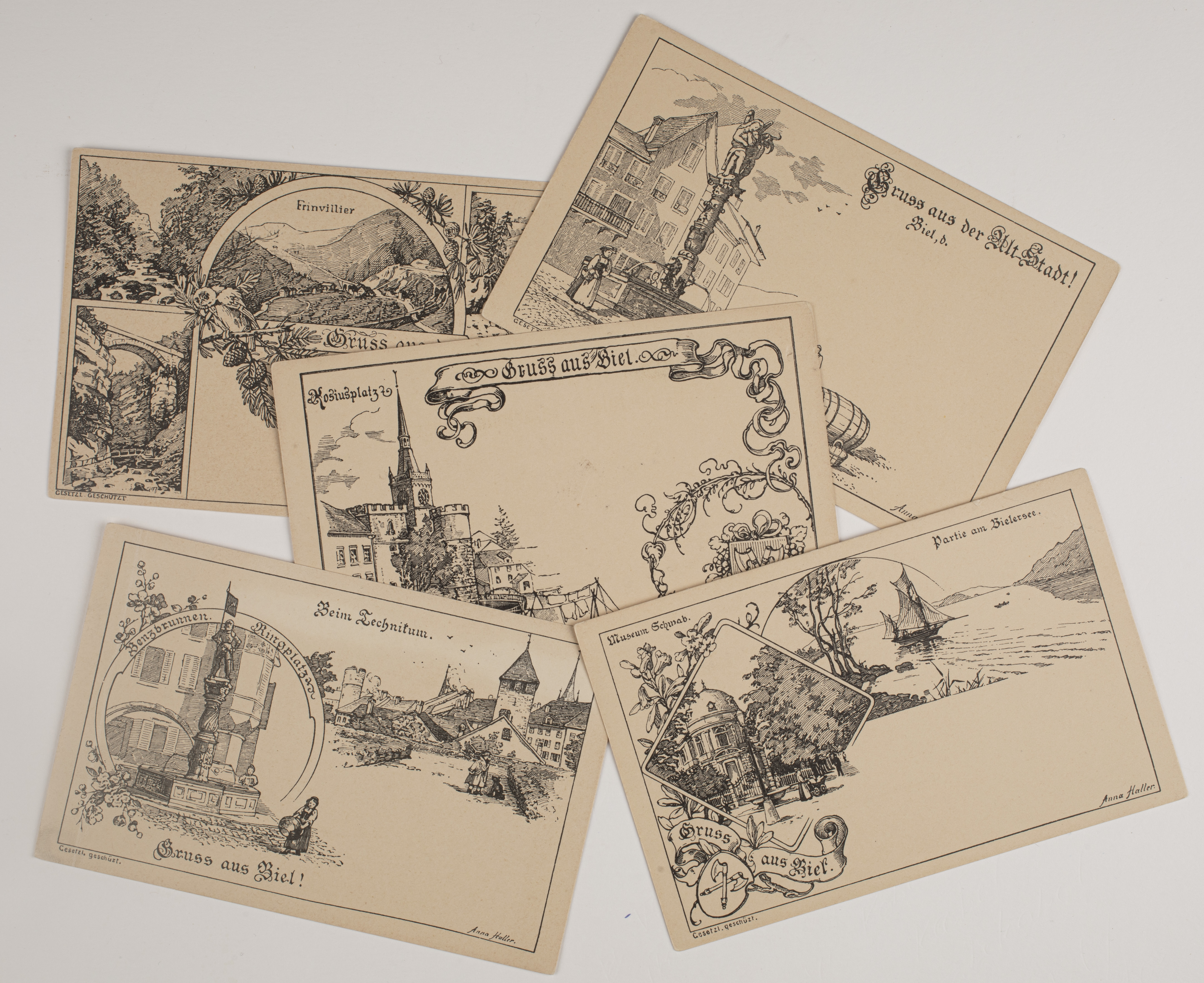

### Letzte Lebensphase

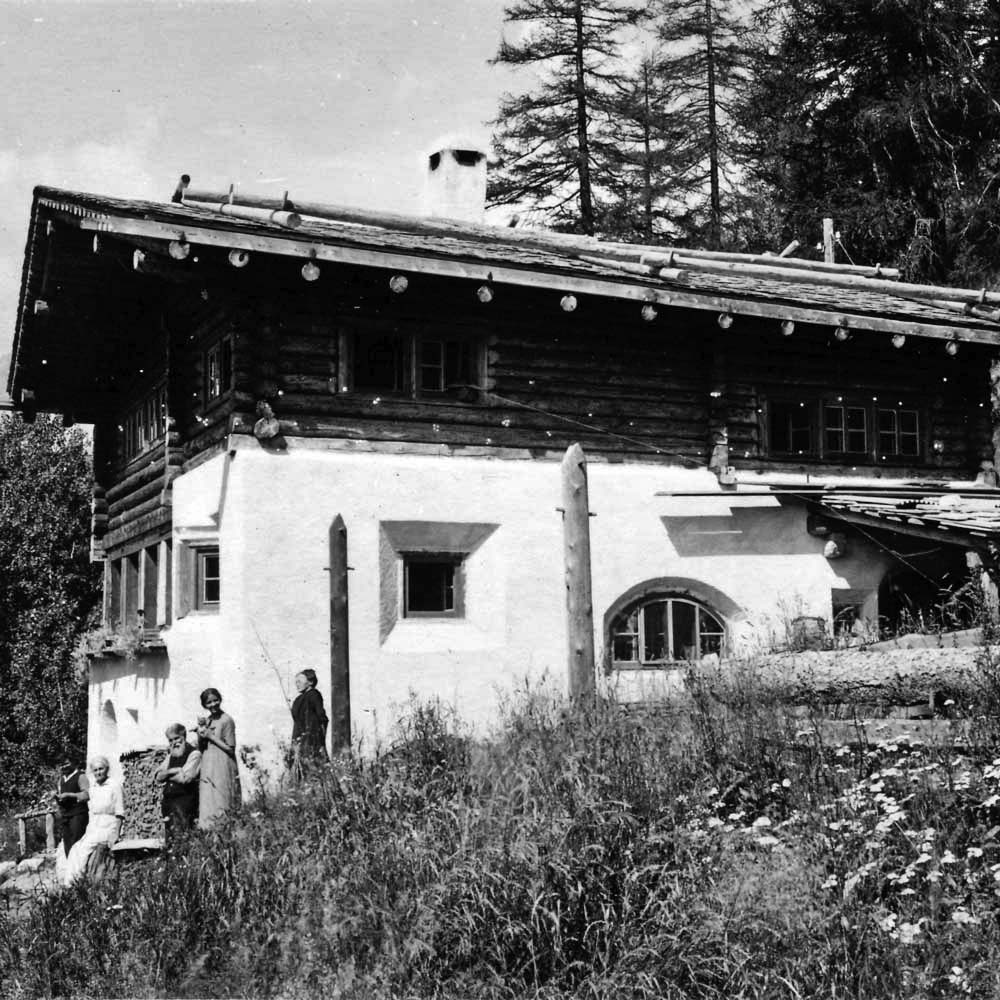
Mili-Weber-Haus bei St. Moritz 1918. V. l. n. r.: Emil Weber, Frieda Haller, Adolf Weber, Mili Weber und Anna Haller.

In dieser Zeit der Blumenmalerei veränderte sich das Leben Anna Hallers auch im privaten Bereich. 1912 begleitete sie ihre damals 21-jährige, schutzbedürftige Halbschwester Mili nach München, wo diese sich an der Kunstschule von Heinrich Knirr ausbilden liess. Beim Ausbruch des Ersten Weltkriegs 1914 kehrten die beiden vorzeitig in den elterlichen Haushalt zurück. Als die Mutter im gleichen Jahr erkrankte, kam auch die älteste Schwester, Frieda (1870–1935), die in Amerika als Hausangestellte gedient hatte, zurück, um den Haushalt und die Pflege zu übernehmen. Die beiden Künstlerinnen sollten ihre Wege weitergehen können.
1916 starb die Mutter, und die Familie übersiedelte nach Saas im Prättigau, wo Emil Weber als Architekt arbeitete. Als dessen Arbeitgeber, das renommierte Architekturbüro und Bauunternehmen von Nicolaus Hartmann, nach St. Moritz zog, übersiedelte ein Teil der Familie ins Engadin; Anna Haller und Mili Weber blieben noch zwei weitere Jahre in Saas. Nachdem Emil abseits des Touristenrummels, in Dimlej, ein Haus erbaut hatte, gesellten sich 1918 auch Anna Haller und Mili Weber dazu, verbrachten den Sommer aber weiterhin in Saas. Wie lange Anna Haller noch für ihre Verlage arbeitete, ist nicht bekannt. Das Atmen muss ihr immer schwerer gefallen sein. Am 31. Januar 1924 erlag sie in St. Moritz ihrem Leiden.

## Werke
Werke von Anna Haller, sowohl kunsthandwerkliche wie malerische, befinden sich im Neuen Museum Biel (NMB) und im Mili-Weber-Museum in St. Moritz. Der Nationalratssaal mit den von ihr gestalteten Ständeratssitzen im Bundeshaus kann anlässlich von Führungen besichtigt werden.

## Ehrungen
In Biel wurde 2014 ihr zu Ehren ein kleiner Platz benannt.